# Copa América 1997
Copa América 1997 spelades 11–29 juni 1997. Den organiserades av Conmebol.
Inget kvalspel tillämpades. Alla 10 CONMEBOL-medlemmar deltog samt två inbjudna lag, Costa Rica och Mexiko från Concacaf.

## Spelorter och arenor
| Ort                     | Arena                   | Publikkapacitet |
| ----------------------- | ----------------------- | --------------- |
| Cochabamba              | Estadio Félix Capriles  | 36 000          |
| La Paz                  | Estadio Hernando Siles  | 51 000          |
| Santa Cruz de la Sierra | Estadio Ramón Aguilera  | 42 000          |
| Sucre                   | Estadio Olímpico Patria | 29 000          |
| Oruro                   | Estadio Jesus Bermudez  | 28 000          |

## Huvuddomare
| - Horacio Elizondo (Argentina) - René Ortubé (Bolivia) - Juan Carlos Paniagua (Bolivia) - Antônio Pereira (Brasilien) - Eduardo Gamboa (Chile) | - Rafael Sanabria (Colombia) - Rodrigo Badilla (Costa Rica) - Byron Moreno (Ecuador) - Antonio Marrufo (Mexiko) - Epifanio González (Paraguay) | - José Arana (Peru) - Jorge Nieves (Uruguay) - Esfandiar Baharmast (USA) - Paolo Borgosano (Venezuela) |

## Gruppspel
Grupperna lottades offentligt av Conmebol den 17 december 1996. Lagen lottades i tre grupper, med fyra lag var. Samtliga lag ur respektive grupp möttes vid ett tillfälle. Seger gav tre poäng, oavgjort en och förlust noll.
De två bäst placerade lagen ur respektive grupp kvalificerade sig direkt till kvartsfinalen. De två bästa tredjeplacerade lagen från samtliga grupper kvalificerade sig även de till kvartsfinalen.
Placeringskriterier
1. Flest antal poäng
2. Målskillnad
3. Flest antal gjorda mål

Om två eller flera lag är lika utifrån ovanstående tre kriterier avgörs rangordningen enligt följande:
1. Flest antal poäng i matcherna mellan de berörda lagen
2. Lottning

### Grupp A
| Nr | Lag       | S | V | O | F | GM | IM | MS | P |
| -- | --------- | - | - | - | - | -- | -- | -- | - |
| 1  | Ecuador   | 3 | 2 | 1 | 0 | 4  | 1  | +3 | 7 |
| 2  | Argentina | 3 | 1 | 2 | 0 | 3  | 1  | +2 | 5 |
| 3  | Paraguay  | 3 | 1 | 1 | 1 | 2  | 3  | −1 | 4 |
| 4  | Chile     | 3 | 0 | 0 | 3 | 1  | 5  | −4 | 0 |

|  | 11 juni | Ecuador | 0 – 0 | Argentina | Estadio Félix Capriles                                   |  |
|  |         |         |       |           | Cochabamba Publik: 17 000 Domare: Jorge Nieves (Uruguay) |  |
|  |         |         |       |           |                                                          |  |
|  |         |         |       |           |                                                          |  |

|  | 11 juni | Paraguay  | 1 – 0   | Chile | Estadio Félix Capriles                                  |                                                         |
|  |         | Acuña 28′ | (1 – 0) |       | Cochabamba Publik: 17 000 Domare: René Ortube (Bolivia) | Cochabamba Publik: 17 000 Domare: René Ortube (Bolivia) |
|  |         |           |         |       | Cochabamba Publik: 17 000 Domare: René Ortube (Bolivia) | Cochabamba Publik: 17 000 Domare: René Ortube (Bolivia) |
|  |         |           |         |       | Cochabamba Publik: 17 000 Domare: René Ortube (Bolivia) | Cochabamba Publik: 17 000 Domare: René Ortube (Bolivia) |

|  | 14 juni | Argentina              | 2 – 0   | Chile | Estadio Félix Capriles                                       |                                                              |
|  |         | Berti 83′ Gallardo 87′ | (0 – 0) |       | Cochabamba Publik: 9 000 Domare: Antônio Pereira (Brasilien) | Cochabamba Publik: 9 000 Domare: Antônio Pereira (Brasilien) |
|  |         |                        |         |       | Cochabamba Publik: 9 000 Domare: Antônio Pereira (Brasilien) | Cochabamba Publik: 9 000 Domare: Antônio Pereira (Brasilien) |
|  |         |                        |         |       | Cochabamba Publik: 9 000 Domare: Antônio Pereira (Brasilien) | Cochabamba Publik: 9 000 Domare: Antônio Pereira (Brasilien) |

|  | 14 juni | Ecuador                  | 2 – 0   | Paraguay | Estadio Félix Capriles                                       |                                                              |
|  |         | Sánchez 71′ Graziani 86′ | (0 – 0) |          | Cochabamba Publik: 5 000 Domare: Paolo Borgosano (Venezuela) | Cochabamba Publik: 5 000 Domare: Paolo Borgosano (Venezuela) |
|  |         |                          |         |          | Cochabamba Publik: 5 000 Domare: Paolo Borgosano (Venezuela) | Cochabamba Publik: 5 000 Domare: Paolo Borgosano (Venezuela) |
|  |         |                          |         |          | Cochabamba Publik: 5 000 Domare: Paolo Borgosano (Venezuela) | Cochabamba Publik: 5 000 Domare: Paolo Borgosano (Venezuela) |

|  | 17 juni | Ecuador                 | 2 – 1   | Chile       | Estadio Félix Capriles                                      |                                                             |
|  |         | Graziani 32′ Gavica 55′ | (1 – 0) | Vergara 52′ | Cochabamba Publik: 8 000 Domare: Rafael Sanabria (Colombia) | Cochabamba Publik: 8 000 Domare: Rafael Sanabria (Colombia) |
|  |         |                         |         |             | Cochabamba Publik: 8 000 Domare: Rafael Sanabria (Colombia) | Cochabamba Publik: 8 000 Domare: Rafael Sanabria (Colombia) |
|  |         |                         |         |             | Cochabamba Publik: 8 000 Domare: Rafael Sanabria (Colombia) | Cochabamba Publik: 8 000 Domare: Rafael Sanabria (Colombia) |

|  | 17 juni | Paraguay             | 1 – 1   | Argentina           | Estadio Félix Capriles                                  |                                                         |
|  |         | Chilavert 90′ (str.) | (0 – 0) | Gallardo 75′ (str.) | Cochabamba Publik: 8 000 Domare: Jorge Nieves (Uruguay) | Cochabamba Publik: 8 000 Domare: Jorge Nieves (Uruguay) |
|  |         |                      |         |                     | Cochabamba Publik: 8 000 Domare: Jorge Nieves (Uruguay) | Cochabamba Publik: 8 000 Domare: Jorge Nieves (Uruguay) |
|  |         |                      |         |                     | Cochabamba Publik: 8 000 Domare: Jorge Nieves (Uruguay) | Cochabamba Publik: 8 000 Domare: Jorge Nieves (Uruguay) |

### Grupp B
| Nr | Lag       | S | V | O | F | GM | IM | MS | P |
| -- | --------- | - | - | - | - | -- | -- | -- | - |
| 1  | Bolivia   | 3 | 3 | 0 | 0 | 4  | 0  | +4 | 9 |
| 2  | Peru      | 3 | 2 | 0 | 1 | 3  | 2  | +1 | 6 |
| 3  | Uruguay   | 3 | 1 | 0 | 2 | 2  | 2  | 0  | 3 |
| 4  | Venezuela | 3 | 0 | 0 | 3 | 0  | 5  | −5 | 0 |

|  | 12 juni | Bolivia     | 1 – 0   | Venezuela | Estadio Hernando Siles                               |                                                      |
|  |         | Coimbra 60′ | (0 – 0) |           | La Paz Publik: 40 000 Domare: Byron Moreno (Ecuador) | La Paz Publik: 40 000 Domare: Byron Moreno (Ecuador) |
|  |         |             |         |           | La Paz Publik: 40 000 Domare: Byron Moreno (Ecuador) | La Paz Publik: 40 000 Domare: Byron Moreno (Ecuador) |
|  |         |             |         |           | La Paz Publik: 40 000 Domare: Byron Moreno (Ecuador) | La Paz Publik: 40 000 Domare: Byron Moreno (Ecuador) |

|  | 12 juni | Peru        | 1 – 0   | Uruguay | Estadio Olímpico Patria (Sucre)                        |                                                        |
|  |         | Hidalgo 75′ | (0 – 0) |         | Publik: 6 000 Domare: Antonio Marrufo Mendoza (Mexiko) | Publik: 6 000 Domare: Antonio Marrufo Mendoza (Mexiko) |
|  |         |             |         |         | Publik: 6 000 Domare: Antonio Marrufo Mendoza (Mexiko) | Publik: 6 000 Domare: Antonio Marrufo Mendoza (Mexiko) |
|  |         |             |         |         | Publik: 6 000 Domare: Antonio Marrufo Mendoza (Mexiko) | Publik: 6 000 Domare: Antonio Marrufo Mendoza (Mexiko) |

|  | 15 juni | Uruguay                  | 2 – 0   | Venezuela | Estadio Olímpico Patria (Sucre)              |                                              |
|  |         | Recoba 19′ Saralegui 47′ | (1 – 0) |           | Publik: 1 000 Domare: Eduardo Gamboa (Chile) | Publik: 1 000 Domare: Eduardo Gamboa (Chile) |
|  |         |                          |         |           | Publik: 1 000 Domare: Eduardo Gamboa (Chile) | Publik: 1 000 Domare: Eduardo Gamboa (Chile) |
|  |         |                          |         |           | Publik: 1 000 Domare: Eduardo Gamboa (Chile) | Publik: 1 000 Domare: Eduardo Gamboa (Chile) |

|  | 15 juni | Bolivia                       | 2 – 0   | Peru | Estadio Hernando Siles                      |                                             |
|  |         | Etcheverry 45′ Baldivieso 50′ | (1 – 0) |      | La Paz Domare: Rodrigo Badilla (Costa Rica) | La Paz Domare: Rodrigo Badilla (Costa Rica) |
|  |         |                               |         |      | La Paz Domare: Rodrigo Badilla (Costa Rica) | La Paz Domare: Rodrigo Badilla (Costa Rica) |
|  |         |                               |         |      | La Paz Domare: Rodrigo Badilla (Costa Rica) | La Paz Domare: Rodrigo Badilla (Costa Rica) |

|  | 18 juni | Peru              | 2 – 0   | Venezuela | Estadio Olímpico Patria (Sucre)              |                                              |
|  |         | Cominges 13′, 59′ | (1 – 0) |           | Publik: 1 500 Domare: Byron Moreno (Ecuador) | Publik: 1 500 Domare: Byron Moreno (Ecuador) |
|  |         |                   |         |           | Publik: 1 500 Domare: Byron Moreno (Ecuador) | Publik: 1 500 Domare: Byron Moreno (Ecuador) |
|  |         |                   |         |           | Publik: 1 500 Domare: Byron Moreno (Ecuador) | Publik: 1 500 Domare: Byron Moreno (Ecuador) |

|  | 18 juni | Bolivia        | 1 – 0   | Uruguay | Estadio Hernando Siles                                         |                                                                |
|  |         | Baldivieso 29′ | (1 – 0) |         | La Paz Publik: 30 000 Domare: Antonio Marrufo Mendoza (Mexiko) | La Paz Publik: 30 000 Domare: Antonio Marrufo Mendoza (Mexiko) |
|  |         |                |         |         | La Paz Publik: 30 000 Domare: Antonio Marrufo Mendoza (Mexiko) | La Paz Publik: 30 000 Domare: Antonio Marrufo Mendoza (Mexiko) |
|  |         |                |         |         | La Paz Publik: 30 000 Domare: Antonio Marrufo Mendoza (Mexiko) | La Paz Publik: 30 000 Domare: Antonio Marrufo Mendoza (Mexiko) |

### Grupp C
| Nr | Lag        | S | V | O | F | GM | IM | MS | P |
| -- | ---------- | - | - | - | - | -- | -- | -- | - |
| 1  | Brasilien  | 3 | 3 | 0 | 0 | 10 | 2  | +8 | 9 |
| 2  | Mexiko     | 3 | 1 | 1 | 1 | 5  | 5  | 0  | 4 |
| 3  | Colombia   | 3 | 1 | 0 | 2 | 5  | 5  | 0  | 3 |
| 4  | Costa Rica | 3 | 0 | 1 | 2 | 2  | 10 | −8 | 1 |

|  | 13 juni | Brasilien                                                      | 5 – 0   | Costa Rica | Estadio Ramón Aguilera                                                      |                                                                             |
|  |         | Djalminha 20′ González 34′ (sjm.) Ronaldo 47′, 54′ Romário 60′ | (2 – 0) |            | Santa Cruz de la Sierra Publik: 35 000 Domare: Epifanio González (Paraguay) | Santa Cruz de la Sierra Publik: 35 000 Domare: Epifanio González (Paraguay) |
|  |         |                                                                |         |            | Santa Cruz de la Sierra Publik: 35 000 Domare: Epifanio González (Paraguay) | Santa Cruz de la Sierra Publik: 35 000 Domare: Epifanio González (Paraguay) |
|  |         |                                                                |         |            | Santa Cruz de la Sierra Publik: 35 000 Domare: Epifanio González (Paraguay) | Santa Cruz de la Sierra Publik: 35 000 Domare: Epifanio González (Paraguay) |

|  | 13 juni | Mexiko            | 2 – 1   | Colombia   | Estadio Ramón Aguilera                                                          |                                                                                 |
|  |         | Hernández 7′, 11′ | (2 – 0) | Ricard 58′ | Santa Cruz de la Sierra Publik: 25 000 Domare: Antonio Marrufo Mendoza (Mexiko) | Santa Cruz de la Sierra Publik: 25 000 Domare: Antonio Marrufo Mendoza (Mexiko) |
|  |         |                   |         |            | Santa Cruz de la Sierra Publik: 25 000 Domare: Antonio Marrufo Mendoza (Mexiko) | Santa Cruz de la Sierra Publik: 25 000 Domare: Antonio Marrufo Mendoza (Mexiko) |
|  |         |                   |         |            | Santa Cruz de la Sierra Publik: 25 000 Domare: Antonio Marrufo Mendoza (Mexiko) | Santa Cruz de la Sierra Publik: 25 000 Domare: Antonio Marrufo Mendoza (Mexiko) |

|  | 16 juni | Brasilien                                 | 3 – 2   | Mexiko             | Estadio Ramón Aguilera                                           |                                                                  |
|  |         | Aldair 47′ Romero 59′ (sjm.) Leonardo 77′ | (0 – 2) | Hernández 13′, 31′ | Santa Cruz de la Sierra Publik: 35 000 Domare: José Arana (Peru) | Santa Cruz de la Sierra Publik: 35 000 Domare: José Arana (Peru) |
|  |         |                                           |         |                    | Santa Cruz de la Sierra Publik: 35 000 Domare: José Arana (Peru) | Santa Cruz de la Sierra Publik: 35 000 Domare: José Arana (Peru) |
|  |         |                                           |         |                    | Santa Cruz de la Sierra Publik: 35 000 Domare: José Arana (Peru) | Santa Cruz de la Sierra Publik: 35 000 Domare: José Arana (Peru) |

|  | 16 juni | Colombia                                             | 4 – 1   | Costa Rica | Estadio Ramón Aguilera                                                   |                                                                          |
|  |         | Morantes 13′, 23′ Cabrera 62′ (str.) Aristizábal 78′ | (2 – 0) | Wright 66′ | Santa Cruz de la Sierra Publik: 25 000 Domare: Esfandiar Baharmast (USA) | Santa Cruz de la Sierra Publik: 25 000 Domare: Esfandiar Baharmast (USA) |
|  |         |                                                      |         |            | Santa Cruz de la Sierra Publik: 25 000 Domare: Esfandiar Baharmast (USA) | Santa Cruz de la Sierra Publik: 25 000 Domare: Esfandiar Baharmast (USA) |
|  |         |                                                      |         |            | Santa Cruz de la Sierra Publik: 25 000 Domare: Esfandiar Baharmast (USA) | Santa Cruz de la Sierra Publik: 25 000 Domare: Esfandiar Baharmast (USA) |

|  | 19 juni | Brasilien             | 2 – 0   | Colombia | Estadio Ramón Aguilera                                                      |                                                                             |
|  |         | Dunga 11′ Edmundo 67′ | (1 – 0) |          | Santa Cruz de la Sierra Publik: 35 000 Domare: Epifanio González (Paraguay) | Santa Cruz de la Sierra Publik: 35 000 Domare: Epifanio González (Paraguay) |
|  |         |                       |         |          | Santa Cruz de la Sierra Publik: 35 000 Domare: Epifanio González (Paraguay) | Santa Cruz de la Sierra Publik: 35 000 Domare: Epifanio González (Paraguay) |
|  |         |                       |         |          | Santa Cruz de la Sierra Publik: 35 000 Domare: Epifanio González (Paraguay) | Santa Cruz de la Sierra Publik: 35 000 Domare: Epifanio González (Paraguay) |

|  | 19 juni | Mexiko               | 1 – 1   | Costa Rica  | Estadio Ramón Aguilera                                                        |                                                                               |
|  |         | Hernández 14′ (str.) | (1 – 0) | Medford 60′ | Santa Cruz de la Sierra Publik: 15 000 Domare: Juan Carlos Paniagua (Bolivia) | Santa Cruz de la Sierra Publik: 15 000 Domare: Juan Carlos Paniagua (Bolivia) |
|  |         |                      |         |             | Santa Cruz de la Sierra Publik: 15 000 Domare: Juan Carlos Paniagua (Bolivia) | Santa Cruz de la Sierra Publik: 15 000 Domare: Juan Carlos Paniagua (Bolivia) |
|  |         |                      |         |             | Santa Cruz de la Sierra Publik: 15 000 Domare: Juan Carlos Paniagua (Bolivia) | Santa Cruz de la Sierra Publik: 15 000 Domare: Juan Carlos Paniagua (Bolivia) |

### Ranking av grupptreorna
Efter gruppspelet jämfördes grupptreorna. De två bästa gick vidare till kvartsfinal.
| Nr | Lag (grupp)  | S | V | O | F | GM | IM | MS | P |
| -- | ------------ | - | - | - | - | -- | -- | -- | - |
| 1  | Paraguay (A) | 3 | 1 | 1 | 1 | 2  | 3  | −1 | 4 |
| 2  | Colombia (C) | 3 | 1 | 0 | 2 | 5  | 5  | 0  | 3 |
| 3  | Uruguay (B)  | 3 | 1 | 0 | 2 | 2  | 2  | 0  | 3 |

## Utslagsspel
|  | Kvartsfinaler | Kvartsfinaler |            |        | Semifinaler | Semifinaler |          |            | Final      | Final |
|  | 0             | 0             | 0          | 0      | 0           | 0           | 0        | 0          | 0          | 0     |
|  |               |               | 0          | 0      |             |             | 0        | 0          |            |       |
|  |               |               | 0          | 0      |             |             | 0        | 0          |            |       |
|  | 0 Brasilien   | 02            | 0          | 0      |             |             | 0        | 0          |            |       |
|  | 0 Brasilien   | 02            | 0          | 0      |             |             | 0        | 0          |            |       |
|  | 0 Paraguay    | 0             | 0          | 0      |             |             | 0        | 0          |            |       |
|  | 0 Paraguay    | 0             | 0          | 0      | 0 Brasilien | 07          | 0        | 0          |            |       |
|  |               |               | 0          | 0      | 0 Brasilien | 07          | 0        | 0          |            |       |
|  | 0             | 0 Peru        | 0          | 0      | 0           |             |          | 0          |            |       |
|  | 0             | 0 Peru        | 0          | 0      | 0           | 0 Peru      | 02       | 0          |            |       |
|  | 0             |               |            |        |             | 0 Peru      | 02       | 0          |            |       |
|  | 0             | 0 Argentina   | 01         | 0      |             |             |          | 0          |            |       |
|  | 0             | 0 Argentina   | 01         | 0      | 0 Brasilien | 03          |          | 0          |            |       |
|  | 0             |               |            | 0      | 0 Brasilien | 03          |          | 0          |            |       |
|  | 0             | 0             | 0 Bolivia  | 0      | 01          |             |          |            |            |       |
|  | 0             | 0             | 0 Bolivia  | 0      | 01          | 0 Bolivia   | 02       |            |            |       |
|  | 0             | 0             |            |        |             |             | 02       |            |            |       |
|  | 0             | 0             | 0 Colombia | 01     | 0           |             |          |            |            |       |
|  | 0             | 0             | 0 Colombia | 01     | 0           | 0 Bolivia   | 03       | Bronsmatch | Bronsmatch |       |
|  | 0             | 0             |            |        | 0           | 0 Bolivia   | 03       | Bronsmatch | Bronsmatch |       |
|  | 0             | 0             | 0 Mexiko   | 01     | 0           | 0           |          |            |            |       |
|  | 0             | 0             | 0 Mexiko   | 01     | 0           | 0           | 0 Mexiko | 01 (4)     | 0 Mexiko   | 01    |
|  | 0             | 0             |            |        | 0           | 0           | 0 Mexiko | 01 (4)     | 0 Mexiko   | 01    |
|  | 0             | 0             | 0 Ecuador  | 01 (3) | 0           | 0           | 0 Peru   | 0          |            |       |
|  | 0             | 0             | 0 Ecuador  | 01 (3) | 0           | 0           | 0 Peru   | 0          |            |       |
|  |               |               |            |        |             |             |          |            |            |       |
|  |               |               |            |        |             |             |          |            |            |       |

### Kvartsfinaler
|  | 21 juni | Peru                    | 2 – 1   | Argentina           | Estadio Olímpico Patria (Sucre)              |                                              |
|  |         | Carazas 30′ Hidalgo 61′ | (1 – 0) | Gallardo 66′ (str.) | Publik: 9 000 Domare: Byron Moreno (Ecuador) | Publik: 9 000 Domare: Byron Moreno (Ecuador) |
|  |         |                         |         |                     | Publik: 9 000 Domare: Byron Moreno (Ecuador) | Publik: 9 000 Domare: Byron Moreno (Ecuador) |
|  |         |                         |         |                     | Publik: 9 000 Domare: Byron Moreno (Ecuador) | Publik: 9 000 Domare: Byron Moreno (Ecuador) |

|  | 21 juni | Bolivia                      | 2 – 1   | Colombia    | Estadio Hernando Siles                                     |                                                            |
|  |         | Etcheverry 3′ E. Sánchez 24′ | (2 – 0) | Gaviria 57′ | La Paz Publik: 30 000 Domare: Horacio Elizondo (Argentina) | La Paz Publik: 30 000 Domare: Horacio Elizondo (Argentina) |
|  |         |                              |         |             | La Paz Publik: 30 000 Domare: Horacio Elizondo (Argentina) | La Paz Publik: 30 000 Domare: Horacio Elizondo (Argentina) |
|  |         |                              |         |             | La Paz Publik: 30 000 Domare: Horacio Elizondo (Argentina) | La Paz Publik: 30 000 Domare: Horacio Elizondo (Argentina) |

|                                              | 22 juni                    | Mexiko                                               | 1 – 1   | Ecuador           | Estadio Félix Capriles                                        |                                                               |
|                                              |                            | Blanco 17′                                           | (1 – 1) | Capurro 6′ (str.) | Cochabamba Publik: 15 000 Domare: Antônio Pereira (Brasilien) | Cochabamba Publik: 15 000 Domare: Antônio Pereira (Brasilien) |
|                                              |                            |                                                      |         |                   | Cochabamba Publik: 15 000 Domare: Antônio Pereira (Brasilien) | Cochabamba Publik: 15 000 Domare: Antônio Pereira (Brasilien) |
| Hernández Suárez Blanco Chávez Villa Sánchez | Straffsparksläggning 4 – 3 | Montaño Capurro De la Cruz Graziani Fernández Rosero |         |                   | Cochabamba Publik: 15 000 Domare: Antônio Pereira (Brasilien) | Cochabamba Publik: 15 000 Domare: Antônio Pereira (Brasilien) |

|  | 22 juni | Brasilien       | 2 – 0   | Paraguay | Estadio Ramón Aguilera                                                    |                                                                           |
|  |         | Ronaldo 9′, 34′ | (2 – 0) |          | Santa Cruz de la Sierra Publik: 30 000 Domare: Rafael Sanabria (Colombia) | Santa Cruz de la Sierra Publik: 30 000 Domare: Rafael Sanabria (Colombia) |
|  |         |                 |         |          | Santa Cruz de la Sierra Publik: 30 000 Domare: Rafael Sanabria (Colombia) | Santa Cruz de la Sierra Publik: 30 000 Domare: Rafael Sanabria (Colombia) |
|  |         |                 |         |          | Santa Cruz de la Sierra Publik: 30 000 Domare: Rafael Sanabria (Colombia) | Santa Cruz de la Sierra Publik: 30 000 Domare: Rafael Sanabria (Colombia) |

### Semifinaler
|  | 25 juni | Bolivia                                   | 3 – 1   | Mexiko     | Estadio Hernando Siles                                     |                                                            |
|  |         | E. Sánchez 27′ R. Castillo 39′ Moreno 79′ | (2 – 1) | Ramírez 8′ | La Paz Publik: 40 000 Domare: Epifanio González (Paraguay) | La Paz Publik: 40 000 Domare: Epifanio González (Paraguay) |
|  |         |                                           |         |            | La Paz Publik: 40 000 Domare: Epifanio González (Paraguay) | La Paz Publik: 40 000 Domare: Epifanio González (Paraguay) |
|  |         |                                           |         |            | La Paz Publik: 40 000 Domare: Epifanio González (Paraguay) | La Paz Publik: 40 000 Domare: Epifanio González (Paraguay) |

|  | 26 juni | Brasilien                                                                         | 7 – 0   | Peru | Estadio Ramón Aguilera                                                      |                                                                             |
|  |         | Denílson 1′ Flávio Conceição 28′ Romário 36′, 49′ Leonardo 45′, 55′ Djalminha 77′ | (4 – 0) |      | Santa Cruz de la Sierra Publik: 20 000 Domare: Rodrigo Badilla (Costa Rica) | Santa Cruz de la Sierra Publik: 20 000 Domare: Rodrigo Badilla (Costa Rica) |
|  |         |                                                                                   |         |      | Santa Cruz de la Sierra Publik: 20 000 Domare: Rodrigo Badilla (Costa Rica) | Santa Cruz de la Sierra Publik: 20 000 Domare: Rodrigo Badilla (Costa Rica) |
|  |         |                                                                                   |         |      | Santa Cruz de la Sierra Publik: 20 000 Domare: Rodrigo Badilla (Costa Rica) | Santa Cruz de la Sierra Publik: 20 000 Domare: Rodrigo Badilla (Costa Rica) |

### Match om tredjepris
|  | 28 juni | Mexiko        | 1 – 0   | Peru | Estadio Jesús Bermúdez                                  |                                                         |
|  |         | Hernández 82′ | (0 – 0) |      | Oruro Publik: 8 000 Domare: Paolo Borgosano (Venezuela) | Oruro Publik: 8 000 Domare: Paolo Borgosano (Venezuela) |
|  |         |               |         |      | Oruro Publik: 8 000 Domare: Paolo Borgosano (Venezuela) | Oruro Publik: 8 000 Domare: Paolo Borgosano (Venezuela) |
|  |         |               |         |      | Oruro Publik: 8 000 Domare: Paolo Borgosano (Venezuela) | Oruro Publik: 8 000 Domare: Paolo Borgosano (Venezuela) |

### Final
|  | 29 juni | Brasilien                              | 3 – 1   | Bolivia        | Estadio Hernando Siles                               |                                                      |
|  |         | Edmundo 40′ Ronaldo 79′ Zé Roberto 90′ | (1 – 1) | E. Sánchez 45′ | La Paz Publik: 46 000 Domare: Jorge Nieves (Uruguay) | La Paz Publik: 46 000 Domare: Jorge Nieves (Uruguay) |
|  |         |                                        |         |                | La Paz Publik: 46 000 Domare: Jorge Nieves (Uruguay) | La Paz Publik: 46 000 Domare: Jorge Nieves (Uruguay) |
|  |         |                                        |         |                | La Paz Publik: 46 000 Domare: Jorge Nieves (Uruguay) | La Paz Publik: 46 000 Domare: Jorge Nieves (Uruguay) |

## Statistik

### Målskyttar
6 mål
- Luis Hernández

5 mål
- Ronaldo

3 mål
| - Marcelo Gallardo | - Erwin Sánchez | - Leonardo | - Romário |

2 mål
| - Julio César Baldivieso - Marco Etcheverry - Denílson | - Djalminha - Edmundo | - Neider Morantes - Ariel Graziani | - Cominges - Martín Hidalgo |

1 mål
| - Sergio Berti - Milton Coimbra - Jaime Moreno - Ramiro Castillo - Aldair - Dunga - Flávio Conceição | - Zé Roberto - Fernando Vergara - Víctor Aristizábal - Wilmer Cabrera - Hernán Gaviria - Hamilton Ricard | - Hernán Medford - Mauricio Wright - Luis Capurro - José Gavica - Wellington Sánchez - Cuauhtémoc Blanco | - Nicolás Ramírez - Roberto Acuña - José Luis Chilavert - Eddie Carazas - Álvaro Recoba - Marcelo Saralegui |

Självmål
- Ronald González
- Camilo Romero

### Sluttabell
| Nr | Copa América 1997 | S | V | O | F | GM | IM | MS  | P  |
| -- | ----------------- | - | - | - | - | -- | -- | --- | -- |
| 1  | Brasilien         | 6 | 6 | 0 | 0 | 22 | 3  | +19 | 18 |
| 2  | Bolivia           | 6 | 5 | 0 | 1 | 10 | 5  | +5  | 15 |
| 3  | Mexiko            | 6 | 2 | 2 | 2 | 8  | 9  | −1  | 8  |
| 4  | Peru              | 6 | 3 | 0 | 3 | 5  | 11 | −6  | 9  |
| 5  | Ecuador           | 4 | 2 | 2 | 0 | 5  | 2  | +3  | 8  |
| 6  | Argentina         | 4 | 1 | 2 | 1 | 4  | 3  | +1  | 5  |
| 7  | Paraguay          | 4 | 1 | 1 | 2 | 2  | 5  | −3  | 4  |
| 8  | Uruguay           | 3 | 1 | 0 | 2 | 2  | 2  | 0   | 3  |
| 9  | Colombia          | 3 | 1 | 0 | 2 | 6  | 7  | −1  | 3  |
| 10 | Costa Rica        | 3 | 0 | 1 | 2 | 2  | 10 | −8  | 1  |
| 11 | Chile             | 3 | 0 | 0 | 3 | 1  | 5  | −4  | 0  |
| 12 | Venezuela         | 3 | 0 | 0 | 3 | 0  | 5  | −5  | 0  |